# Evan Guthrie
Evan Guthrie (ur. 30 stycznia 1991) – kanadyjski kolarz górski i przełajowy, srebrny medalista mistrzostw świata MTB.

## Kariera
Największy sukces w karierze Evan Guthrie osiągnął w 2009 roku, kiedy Kanadyjczycy w składzie: Raphaël Gagné, Geoff Kabush, Evan Guthrie i Catherine Pendrel zdobyli srebrny medal w sztafecie cross-country podczas mistrzostw świata w Canberze. Był to jedyny medal wywalczony przez Guthriego na międzynarodowej imprezie tej rangi. Startuje także w kolarstwie przełajowym, jest między innymi mistrzem Kanady juniorów z 2008 roku. Nie brał udziału w igrzyskach olimpijskich. 